# 溫度日記
溫度日記（英語：Hearty Journal）是臺灣的線上日記網站及跨平台App，提供網路日誌服務，介面以療癒插畫風格為特色。由陳年（Nien）於 2016年創立，構想源於幫助休養中的自己抒發壓力、整理心情，後來經朋友分享和部落客推薦，逐漸走進大眾視野。目前由蜜思股份有限公司經營。

## 特色功能
溫度日記目前已有功能包括：網路日誌、貼圖庫、相片集、留言板、交換日記，並提供免費版及 VIP訂閱版本。

## 發展歷史
- 2016年4月，溫度日記網頁版上線[9]

- 2017年6月，入選新北市政府經濟發展局「新北創力坊」第六期團隊[10]

- 2017年9月，推出 Android 應用程式版本

- 2018年7月，當時就讀明道大學的楊珈宜，加入共同創業

- 2018年8月，推出 iOS 應用程式版本

- 2019年3月，介面由文青簡約路線轉為數位手帳本風格，並推出會員訂閱制服務

- 2019年6月，入選社企流 iLab 第三屆企業孵化器計畫[11]

- 2019年8月，入選新北市政府經濟發展局「新北社企‧電商基地」第三期團隊[12]

- 2020年3月，入選 Taiwan Startup Stadium (TSS) 的「Starting Lineup X (SLX)」國際加速計畫[13]

## 團隊成員
- 陳年：溫度日記創辦人，畢業於國立臺北科技大學經營管理系[14]，擅長軟體開發，曾任泛科知識課程講師[15]、國立臺北大學創新創業中心講師[16]。
- 楊珈宜：溫度日記共同創辦人，就讀於明道大學數位設計學系，專責用戶經營。

## 外部連結
- 溫度日記 （页面存档备份，存于）
- 溫度日記 Facebook 專頁
- 溫度日記 Instagram 帳戶